# Pharrell Williams/Diskografie
Diese Diskografie ist eine Übersicht über die musikalischen Werke des US-amerikanischen Sängers Pharrell Williams. Den Quellenangaben und Schallplattenauszeichnungen zufolge hat er mehr als 124,6 Millionen Tonträger verkauft, davon alleine in seiner Heimat über 69,8 Millionen. In Deutschland verkaufte er über 5,6 Millionen Tonträger, womit er zu den Musikern mit den meisten Tonträgerverkäufen zählt. Seine erfolgreichste Veröffentlichung ist die Single Happy mit über 18,6 Millionen verkauften Einheiten, wovon allein in Deutschland über 1,3 Millionen Exemplare verkauft wurden, womit sie zu den meistverkauften Singles in Deutschland zählt. 2018 erreichte die Single Blurred Lines ebenfalls die Eine-Million-Marke. Damit ist Williams – neben DJ Ötzi und Ed Sheeran – der einzige Interpret, der seit 1975 zwei Millionenseller landete. Darüber hinaus ist Williams auch Autor und Produzent der beiden Titel. 2020 erreichte auch sein Autorenbeitrag Havana die Millionengrenze in Deutschland. Als Autor ist er ebenfalls – nach Francisco Manuel Ruiz Gomez – erst der zweite, der mehr als einen Millionenseller seit 1975 landete. In der deutschen Musikgeschichte landete nur der Autor Peter Moesser mehr Millionenseller. Als Musikproduzent ist Williams einer der wenigen, dem es ebenfalls gelang, an zwei Millionensellern beteiligt gewesen zu sein.

## Alben

### Studioalben
| Jahr | Titel Musiklabel                   | Höchstplatzierung, Gesamtwochen, AuszeichnungChartplatzierungen (Jahr, Titel, Musiklabel, Platzierungen, Wochen, Auszeichnungen, Anmerkungen) | Höchstplatzierung, Gesamtwochen, AuszeichnungChartplatzierungen (Jahr, Titel, Musiklabel, Platzierungen, Wochen, Auszeichnungen, Anmerkungen) | Höchstplatzierung, Gesamtwochen, AuszeichnungChartplatzierungen (Jahr, Titel, Musiklabel, Platzierungen, Wochen, Auszeichnungen, Anmerkungen) | Höchstplatzierung, Gesamtwochen, AuszeichnungChartplatzierungen (Jahr, Titel, Musiklabel, Platzierungen, Wochen, Auszeichnungen, Anmerkungen) | Höchstplatzierung, Gesamtwochen, AuszeichnungChartplatzierungen (Jahr, Titel, Musiklabel, Platzierungen, Wochen, Auszeichnungen, Anmerkungen) | Anmerkungen                         |
| Jahr | Titel Musiklabel                   | DE | AT | CH | UK | US | Anmerkungen                         |
| ---- | ---------------------------------- | --- | --- | --- | --- | --- | ----------------------------------- |
| 2006 | In My Mind Star Trak Entertainment | DE14 (6 Wo.)DE | AT41 (4 Wo.)AT | CH5 (8 Wo.)CH | UK7 Silber · (7 Wo.)UK | US3 (11 Wo.)US | Erstveröffentlichung: 25. Juli 2006 |
| 2014 | G I R L Columbia Records (Sony)    | DE2 Gold · (22 Wo.)DE | AT4 (14 Wo.)AT | CH1 Gold · (32 Wo.)CH | UK1 Platin · (51 Wo.)UK | US2 Gold · (60 Wo.)US | Erstveröffentlichung: 3. März 2014  |

## Singles

### Als Leadmusiker
| Jahr | Titel Album                                                | Höchstplatzierung, Gesamtwochen, AuszeichnungChartplatzierungen (Jahr, Titel, Album, Platzierungen, Wochen, Auszeichnungen, Anmerkungen) | Höchstplatzierung, Gesamtwochen, AuszeichnungChartplatzierungen (Jahr, Titel, Album, Platzierungen, Wochen, Auszeichnungen, Anmerkungen) | Höchstplatzierung, Gesamtwochen, AuszeichnungChartplatzierungen (Jahr, Titel, Album, Platzierungen, Wochen, Auszeichnungen, Anmerkungen) | Höchstplatzierung, Gesamtwochen, AuszeichnungChartplatzierungen (Jahr, Titel, Album, Platzierungen, Wochen, Auszeichnungen, Anmerkungen) | Höchstplatzierung, Gesamtwochen, AuszeichnungChartplatzierungen (Jahr, Titel, Album, Platzierungen, Wochen, Auszeichnungen, Anmerkungen) | Anmerkungen                                                                                     |
| Jahr | Titel Album                                                | DE | AT | CH | UK | US | Anmerkungen                                                                                     |
| ---- | ---------------------------------------------------------- | --- | --- | --- | --- | --- | ----------------------------------------------------------------------------------------------- |
| 2003 | Frontin’ The Neptunes Present… Clones                      | DE61 (8 Wo.)DE | — | CH23 (13 Wo.)CH | UK6 Gold · (14 Wo.)UK | US5 (23 Wo.)US | Erstveröffentlichung: 3. Juni 2003 feat. Jay-Z                                                  |
| 2003 | Show Me Your Soul Bad Boys II O.S.T.                       | DE61 (6 Wo.)DE | — | CH62 (7 Wo.)CH | UK35 (2 Wo.)UK | — | Erstveröffentlichung: 2003 mit Lenny Kravitz, P. Diddy & Loon                                   |
| 2005 | Can I Have It Like That In My Mind                         | DE37 (9 Wo.)DE | AT47 (6 Wo.)AT | CH28 (18 Wo.)CH | UK3 (13 Wo.)UK | US49 (8 Wo.)US | Erstveröffentlichung: 31. Oktober 2005 feat. Gwen Stefani                                       |
| 2006 | Angel In My Mind                                           | DE62 (5 Wo.)DE | — | — | UK15 (6 Wo.)UK | — | Erstveröffentlichung: 21. Januar 2006                                                           |
| 2006 | Number One In My Mind                                      | — | — | — | UK31 (5 Wo.)UK | US57 (3 Wo.)US | Erstveröffentlichung: 21. August 2006 feat. Kanye West                                          |
| 2013 | Happy G I R L • Ich – Einfach unverbesserlich 2 (O.S.T.)   | DE1 ×9Neunfachgold · (62 Wo.)DE | AT1 Gold · (58 Wo.)AT | CH1 ×3Dreifachplatin · (80 Wo.)CH | UK1 ×6Sechsfachplatin · (92 Wo.)UK | US1 Diamant + Platin · (47 Wo.)US | Erstveröffentlichung: 20. Juni 2013 Verkäufe: + 18.689.700                                      |
| 2014 | Marilyn Monroe G I R L                                     | DE25 Gold · (19 Wo.)DE | AT57 (3 Wo.)AT | CH46 (12 Wo.)CH | UK25 (10 Wo.)UK | — | Erstveröffentlichung: 10. März 2014 Verkäufe: + 150.000                                         |
| 2014 | Come Get It Bae G I R L                                    | — | — | — | UK87 (2 Wo.)UK | US23 Gold · (15 Wo.)US | Erstveröffentlichung: 8. Mai 2014 Verkäufe: + 587.500; feat. Miley Cyrus & Tori Kelly           |
| 2014 | Gust of Wind G I R L                                       | — | — | — | UK79 (4 Wo.)UK | — | Erstveröffentlichung: 7. Oktober 2014 Gastmusiker Daft Punk                                     |
| 2015 | Freedom Ich – Einfach unverbesserlich 3 (O.S.T.)           | DE66 (10 Wo.)DE | AT62 (1 Wo.)AT | CH26 (15 Wo.)CH | UK36 Silber · (6 Wo.)UK | — | Erstveröffentlichung: 30. Juni 2015 Verkäufe: + 200.000                                         |
| 2017 | Yellow Light Despicable Me 3 O.S.T.                        | — | — | — | — | — | Erstveröffentlichung: 9. Juni 2017                                                              |
| 2018 | Sangria Wine –                                             | — | — | CH92 (1 Wo.)CH | UK84 (1 Wo.)UK | US83 (1 Wo.)US | Erstveröffentlichung: 18. Mai 2018 Verkäufe: + 70.000; mit Camila Cabello                       |
| 2018 | The Mantra Creed II – The Album                            | — | — | — | — | — | Erstveröffentlichung: 14. November 2018 mit Kendrick Lamar & Mike Will Made It                  |
| 2022 | Just a Cloud Away Ich – Einfach unverbesserlich 2 (O.S.T.) | — | — | — | UK99 (1 Wo.)UK | — | Erstveröffentlichung: 24. März 2022                                                             |
| 2022 | Cash In Cash Out –                                         | — | — | — | UK73 (1 Wo.)UK | US26 Platin · (7 Wo.)US | Erstveröffentlichung: 10. Juni 2022 Verkäufe: + 1.000.000; feat. Tyler, the Creator & 21 Savage |
| 2022 | Down in Atlanta –                                          | DE82 (1 Wo.)DE | — | CH25 (2 Wo.)CH | UK81 (1 Wo.)UK | US88 (1 Wo.)US | Erstveröffentlichung: 18. November 2022 feat. Travis Scott                                      |
| 2023 | Riot (Rowdy Pipe’n) –                                      | — | — | — | — | — | Erstveröffentlichung: 20. Juli 2023 mit ASAP Rocky                                              |
| 2024 | Good People –                                              | — | — | — | — | — | Erstveröffentlichung: 16. Januar 2024 mit Mumford & Sons                                        |
| 2024 | Doctor (Work It Out) –                                     | — | — | CH61 (1 Wo.)CH | UK46 (2 Wo.)UK | US74 (1 Wo.)US | Erstveröffentlichung: 1. März 2024 Verkäufe: + 20.000; feat. Miley Cyrus                        |
| 2024 | Double Life –                                              | DE— aDE | — | — | UK56 (8 Wo.)UK | US89 (1 Wo.)US | Erstveröffentlichung: 14. Juni 2024                                                             |

### Als Gastmusiker
| Jahr | Titel Album                                                    | Höchstplatzierung, Gesamtwochen, AuszeichnungChartplatzierungen (Jahr, Titel, Album, Platzierungen, Wochen, Auszeichnungen, Anmerkungen) | Höchstplatzierung, Gesamtwochen, AuszeichnungChartplatzierungen (Jahr, Titel, Album, Platzierungen, Wochen, Auszeichnungen, Anmerkungen) | Höchstplatzierung, Gesamtwochen, AuszeichnungChartplatzierungen (Jahr, Titel, Album, Platzierungen, Wochen, Auszeichnungen, Anmerkungen) | Höchstplatzierung, Gesamtwochen, AuszeichnungChartplatzierungen (Jahr, Titel, Album, Platzierungen, Wochen, Auszeichnungen, Anmerkungen) | Höchstplatzierung, Gesamtwochen, AuszeichnungChartplatzierungen (Jahr, Titel, Album, Platzierungen, Wochen, Auszeichnungen, Anmerkungen) | Anmerkungen                                                                                           |
| Jahr | Titel Album                                                    | DE | AT | CH | UK | US | Anmerkungen                                                                                           |
| --- | -------------------------------------------------------------- | --- | --- | --- | --- | --- | --- |
| 2000 | Shake Ya Ass Let’s Get Ready                                   | DE87 (5 Wo.)DE | — | — | UK30 (5 Wo.)UK | US13 (20 Wo.)US | Erstveröffentlichung: 18. Juli 2000 Mystikal feat. Pharrell                                           |
| 2000 | I Just Wanna Love U (Give It 2 Me) The Dynasty: Roc La Familia | DE75 (5 Wo.)DE | — | CH86 (3 Wo.)CH | UK17 (9 Wo.)UK | US11 Gold · (21 Wo.)US | Erstveröffentlichung: 17. Oktober 2000 Jay-Z feat. Pharrell                                           |
| 2002 | Pass the Courvoisier, Part II Genesis                          | DE27 (9 Wo.)DE | — | CH58 (7 Wo.)CH | UK16 (11 Wo.)UK | US11 (20 Wo.)US | Erstveröffentlichung: 15. April 2002 Busta Rhymes feat. P. Diddy & Pharrell                           |
| 2002 | Boys Britney                                                   | DE19 (9 Wo.)DE | AT18 (9 Wo.)AT | CH20 (9 Wo.)CH | UK7 (8 Wo.)UK | — | Erstveröffentlichung: 29. Juli 2002 Britney Spears feat. Pharrell                                     |
| 2002 | When the Last Time Lord Willin’                                | — | — | — | UK41 (3 Wo.)UK | US19 (21 Wo.)US | Erstveröffentlichung: 30. Juli 2002 Clipse feat. Kelis & Pharrell                                     |
| 2002 | From tha Chuuuch to da Palace Paid tha Cost to Be da Bo$$      | DE76 (8 Wo.)DE | — | — | UK27 (6 Wo.)UK | US77 (10 Wo.)US | Erstveröffentlichung: 15. Oktober 2002 Snoop Dogg feat. Pharrell                                      |
| 2003 | Excuse Me Miss The Blueprint²: The Gift & The Curse            | DE67 (4 Wo.)DE | — | CH76 (4 Wo.)CH | UK17 (9 Wo.)UK | US8 (19 Wo.)US | Erstveröffentlichung: 4. Februar 2003 Jay-Z feat. Pharrell                                            |
| 2003 | Beautiful Paid tha Cost to Be da Bo$$                          | DE27 (13 Wo.)DE | AT64 (4 Wo.)AT | CH19 (24 Wo.)CH | UK23 Gold · (37 Wo.)UK | US6 (20 Wo.)US | Erstveröffentlichung: 7. Februar 2003 Snoop Dogg feat. Charlie Wilson & Pharrell                      |
| 2003 | It Blows My Mind The Neptunes Present…Clones                   | — | — | — | — | — | Erstveröffentlichung: 7. Februar 2003 Snoop Dogg feat. Pharrell                                       |
| 2003 | Light Your Ass on Fire The Neptunes Present…Clones             | DE86 (3 Wo.)DE | — | CH40 (6 Wo.)CH | UK62 (4 Wo.)UK | US58 (10 Wo.)US | Erstveröffentlichung: 22. Juli 2003 Busta Rhymes feat. Pharrell                                       |
| 2003 | Change Clothes The Black Album                                 | DE54 (5 Wo.)DE | — | CH44 (4 Wo.)CH | UK32 (12 Wo.)UK | US10 (18 Wo.)US | Erstveröffentlichung: 4. November 2003 Jay-Z feat. Pharrell                                           |
| 2004 | Drop It Like It’s Hot R&G (Rhythm & Gangsta): The Masterpiece  | DE8 Gold · (20 Wo.)DE | AT9 Gold · (21 Wo.)AT | CH3 (25 Wo.)CH | UK10 Platin · (19 Wo.)UK | US1 ×2Gold + Doppelplatin (Mastertone) · (30 Wo.)US                                                                                      | Erstveröffentlichung: 12. September 2004 Snoop Dogg feat. Pharrell                                    |
| 2004 | Let’s Get Blown R&G (Rhythm & Gangsta): The Masterpiece        | — | — | CH22 (11 Wo.)CH | UK13 (7 Wo.)UK | US54 (11 Wo.)US | Erstveröffentlichung: 14. Dezember 2004 Snoop Dogg feat. Pharrell                                     |
| 2006 | Wanna Love You Girl The Evolution of Robin Thicke              | — | — | — | — | — | Erstveröffentlichung: 9. Mai 2006 Robin Thicke feat. Pharrell Williams                                |
| 2006 | Money Maker Release Therapy                                    | DE86 (3 Wo.)DE | — | — | — | US1 ×2Doppelplatin + Platin (Mastertone) · (25 Wo.)US                                                                                    | Erstveröffentlichung: 17. Juli 2006 Ludacris feat. Pharrell                                           |
| 2007 | Blue Magic American Gangster                                   | — | — | — | — | US55 (5 Wo.)US | Erstveröffentlichung: 20. September 2007 Jay-Z feat. Pharrell                                         |
| 2008 | Universal Mind Control                                         | — | — | — | — | US62 (6 Wo.)US | Erstveröffentlichung: 1. Juli 2008 Common feat. Pharrell                                              |
| 2010 | One (Your Name) Until One                                      | DE41 Gold · (20 Wo.)DE | AT25 (25 Wo.)AT | CH13 (35 Wo.)CH | UK7 Platin · (22 Wo.)UK | — | Erstveröffentlichung: 22. März 2010 Swedish House Mafia feat. Pharrell                                |
| 2013 | Blurred Lines                                                  | DE1 ×4Vierfachplatin · (55 Wo.)DE | AT1 Platin · (42 Wo.)AT | CH1 ×3Dreifachplatin · (47 Wo.)CH | UK1 ×4Vierfachplatin · (63 Wo.)UK | US1 Diamant · (48 Wo.)US | Erstveröffentlichung: 26. März 2013 Robin Thicke feat. T.I. & Pharrell                                |
| 2013 | IFHY Wolf                                                      | — | — | — | — | US— PlatinUS | Erstveröffentlichung: 1. April 2013 Tyler, the Creator feat. Pharrell Williams                        |
| 2013 | Get Lucky Random Access Memories                               | DE1 ×2Doppelplatin · (58 Wo.)DE | AT1 Platin · (45 Wo.)AT | CH1 ×3Dreifachplatin · (68 Wo.)CH | UK1 ×5Fünffachplatin · (56 Wo.)UK | US2 ×8Achtfachplatin · (28 Wo.)US | Erstveröffentlichung: 19. April 2013 Daft Punk feat. Pharrell                                         |
| 2013 | Lose Yourself to Dance Random Access Memories                  | — | — | CH59 (5 Wo.)CH | UK49 Silber · (5 Wo.)UK | US— PlatinUS | Erstveröffentlichung: 17. Mai 2013 Daft Punk feat. Pharrell                                           |
| 2013 | Feds Watching B.O.A.T.S. II: Me Time                           | — | — | — | — | US66 Platin · (13 Wo.)US | Erstveröffentlichung: 4. Juni 2013 2 Chainz feat. Pharrell                                            |
| 2013 | Get Like Me M.O.                                               | — | — | — | UK19 (4 Wo.)UK | — | Erstveröffentlichung: 2. Juli 2013 Nelly feat. Pharrell & Nicki Minaj                                 |
| 2013 | Liar Liar Where I Belong                                       | DE9 (19 Wo.)DE | AT9 (12 Wo.)AT | CH8 (20 Wo.)CH | — | — | Erstveröffentlichung: 30. September 2013 Cris Cab feat. Pharrell                                      |
| 2014 | Move That Doh Honest                                           | — | — | — | — | US46 Platin · (18 Wo.)US | Erstveröffentlichung: 6. Februar 2014 Future feat. Pharrell, Pusha T & Casino                         |
| 2014 | Aerosol Can Apocalypse Soon                                    | — | — | — | — | — | Erstveröffentlichung: 10. Februar 2014 Major Lazer feat. Pharrell Williams                            |
| 2015 | WTF (Where They From) –                                        | DE82 (1 Wo.)DE | — | — | UK66 (2 Wo.)UK | US22 Platin · (14 Wo.)US | Erstveröffentlichung: 12. November 2015 Missy Elliott feat. Pharrell                                  |
| 2016 | Numbers Konnichiwa                                             | — | — | — | UK69 (1 Wo.)UK | — | Erstveröffentlichung: 6. Mai 2016 Skepta feat. Pharrell                                               |
| 2016 | Safari Energía                                                 | — | — | CH76 (10 Wo.)CH | — | — | Erstveröffentlichung: 17. Juni 2016 J Balvin feat. Pharrell Williams, Bia & Sky                       |
| 2017 | Heatstroke Funk Wav Bounces Vol. 1                             | DE85 (1 Wo.)DE | AT64 (1 Wo.)AT | CH40 (2 Wo.)CH | UK25 Silber · (7 Wo.)UK | US96 Gold · (1 Wo.)US | Erstveröffentlichung: 31. März 2017 Calvin Harris feat. Young Thug, Pharrell Williams & Ariana Grande |
| 2017 | Feels Funk Wav Bounces Vol. 1                                  | DE9 Platin · (21 Wo.)DE | AT5 Platin · (21 Wo.)AT | CH6 Platin · (25 Wo.)CH | UK1 ×3Dreifachplatin · (26 Wo.)UK | US20 ×3Dreifachplatin · (18 Wo.)US | Erstveröffentlichung: 16. Juni 2017 Calvin Harris feat. Pharrell Williams, Katy Perry & Big Sean      |
| 2017 | Neon Guts Luv Is Rage 2                                        | — | — | — | — | US79 ×2Doppelplatin · (2 Wo.)US | Erstveröffentlichung: 25. August 2017 Lil Uzi Vert feat. Pharrell                                     |
| 2017 | Uno más 5E                                                     | — | — | — | — | — | Erstveröffentlichung: 31. August 2017 N.O.R.E. feat. Pharrell Williams                                |
| 2018 | Aries (YuGo) Part 2 –                                          | — | — | — | — | — | Erstveröffentlichung: 29. März 2018 Mike Will Made It feat. Big Sean, Pharrell, Quavo & Rae Sremmurd  |
| 2022 | Neck & Wrist It’s Almost Dry                                   | — | — | — | — | US76 (1 Wo.)US | Erstveröffentlichung: 8. April 2022 Pusha T feat. Jay-Z & Pharrell Williams                           |
| 2022 | Stay with Me Funk Wav Bounces Vol. 2                           | DE— bDE | — | — | UK10 Silber · (11 Wo.)UK | — | Erstveröffentlichung: 15. Juli 2022 Calvin Harris feat. Justin Timberlake, Halsey & Pharrell          |
| 2025 | LV Bag –                                                       | — | — | — | UK93 (1 Wo.)UK | US83 (1 Wo.)US | Erstveröffentlichung: 21. Februar 2025 Don Toliver & Speedy feat. J-Hope & Pharrell Williams          |
| Folgende Lieder erschienen nicht als Single, wurden aber durch das Album zum Download und Streaming bereitgestellt und konnten somit eine Platzierung erlangen: |                                                                | | | | | | |
| |                                                                | | | | | | |
| 2021 | Juggernaut Call Me If You Get Lost                             | — | — | — | — | US40 Gold · (2 Wo.)US | Charteinstieg: 10. Juli 2021 Tyler, the Creator feat. Lil Uzi Vert & Pharrell Williams                |
| 2025 | Big Poe Don’t Tap the Glass                                    | — | — | — | UK43 (1 Wo.)UK | US33 (2 Wo.)US | Charteinstieg: 25. Juli 2025 Tyler, the Creator feat. Pharrell Williams & Sk8brd                      |

## Promoveröffentlichungen
| Jahr | Titel Album               | Anmerkungen                                                                          |
| ---- | ------------------------- | ------------------------------------------------------------------------------------ |
| 2005 | Mamacita –                | Erstveröffentlichung: 2005 feat. Daddy Yankee                                        |
| 2005 | That Girl In My Mind      | Erstveröffentlichung: 2005 feat. Snoop Dogg & Charlie Wilson                         |
| 2018 | E-Lo Global Citizen – EP1 | Erstveröffentlichung: 27. November 2018 Los Unidades feat. Pharrell Williams & Jozzy |

## Statistik

### Chartauswertung
|                     | DE    | AT    | CH    | UK    | US    |
| ------------------- | ----- | ----- | ----- | ----- | ----- |
| Nummer-eins-Alben   | DE—DE | AT—AT | CH1CH | UK1UK | US—US |
| Top-10-Alben        | DE1DE | AT1AT | CH2CH | UK2UK | US2US |
| Alben in den Charts | DE2DE | AT2AT | CH2CH | UK2UK | US2US |

|                       | DE     | AT     | CH     | UK     | US     |
| --------------------- | ------ | ------ | ------ | ------ | ------ |
| Nummer-eins-Singles   | DE3DE  | AT3AT  | CH3CH  | UK4UK  | US5US  |
| Top-10-Singles        | DE8DE  | AT6AT  | CH6CH  | UK10UK | US9US  |
| Singles in den Charts | DE25DE | AT12AT | CH25CH | UK37UK | US36US |

### Auszeichnungen für Musikverkäufe
| Land/RegionAuszeichnungen für Musikverkäufe (Land/Region, Auszeichnungen, Verkäufe, Quellen) | Silber       | Gold       | Platin         | Diamant       | Verkäufe   | Quellen                               |
| -------------------------------------------------------------------------------------------- | ------------ | ---------- | -------------- | ------------- | ---------- | ------------------------------------- |
| Argentinien (CAPIF)                                                                          | —            | —          | Platin1        | —             | 20.000     | Einzelnachweise                       |
| Australien (ARIA)                                                                            | —            | 8× Gold8   | 55× Platin55   | —             | 4.095.000  | aria.com.au                           |
| Belgien (BRMA)                                                                               | —            | 2× Gold2   | 10× Platin10   | —             | 340.000    | ultratop.be                           |
| Brasilien (PMB)                                                                              | —            | 7× Gold7   | 8× Platin8     | 4× Diamant4   | 1.250.000  | pro-musicabr.org.br                   |
| Chile (IFPI)                                                                                 | —            | Gold1      | Platin1        | —             | 120.000    | Einzelnachweise                       |
| Dänemark (IFPI)                                                                              | —            | 6× Gold6   | 26× Platin26   | —             | 1.070.000  | ifpi.dk                               |
| Deutschland (BVMI)                                                                           | —            | 8× Gold8   | 11× Platin11   | Diamant1      | 5.650.000  | musikindustrie.de                     |
| Finnland (IFPI)                                                                              | —            | Gold1      | —              | —             | 75.453     | ifpi.fi                               |
| Frankreich (SNEP)                                                                            | Silber1      | 2× Gold2   | 2× Platin2     | 5× Diamant5   | 2.197.866  | infodisc.fr snepmusique.com           |
| Griechenland (IFPI)                                                                          | —            | —          | Platin1        | —             | 20.000     | Einzelnachweise                       |
| Irland (IRMA)                                                                                | —            | Gold1      | Platin1        | —             | 22.500     | Einzelnachweise                       |
| Italien (FIMI)                                                                               | —            | 4× Gold4   | 28× Platin28   | —             | 1.045.000  | fimi.it                               |
| Japan (RIAJ)                                                                                 | —            | 3× Gold3   | 2× Platin2     | —             | 600.000    | riaj.or.jp JP2 JP3                    |
| Kanada (MC)                                                                                  | —            | Gold1      | 29× Platin29   | 3× Diamant3   | 4.880.000  | musiccanada.com                       |
| Mexiko (AMPROFON)                                                                            | —            | 5× Gold5   | 16× Platin16   | 6× Diamant6   | 2.850.000  | amprofon.com.mx                       |
| Neuseeland (RMNZ)                                                                            | —            | 6× Gold6   | 38× Platin38   | —             | 975.000    | aotearoamusiccharts.co.nz NZ2 NZ3 NZ4 |
| Niederlande (NVPI)                                                                           | —            | Gold1      | —              | —             | 20.000     | nvpi.nl                               |
| Norwegen (IFPI)                                                                              | —            | 2× Gold2   | 16× Platin16   | —             | 440.000    | ifpi.no NO2                           |
| Österreich (IFPI)                                                                            | —            | 3× Gold3   | 5× Platin5     | —             | 195.000    | ifpi.at                               |
| Peru (UNIMPRO)                                                                               | —            | Gold1      | —              | —             | 3.000      | Einzelnachweise                       |
| Polen (ZPAV)                                                                                 | —            | 3× Gold3   | 6× Platin6     | Diamant1      | 265.000    | olis.pl                               |
| Portugal (AFP)                                                                               | —            | 2× Gold2   | 7× Platin7     | —             | 80.000     | Einzelnachweise                       |
| Schweden (IFPI)                                                                              | —            | 2× Gold2   | 17× Platin17   | —             | 915.000    | sverigetopplistan.se                  |
| Schweiz (IFPI)                                                                               | —            | Gold1      | 18× Platin18   | —             | 475.000    | hitparade.ch                          |
| Spanien (Promusicae)                                                                         | —            | 6× Gold6   | 21× Platin21   | —             | 950.000    | elportaldemusica.es ES2               |
| Vereinigte Staaten (RIAA)                                                                    | —            | 7× Gold7   | 38× Platin38   | 3× Diamant3   | 72.391.000 | riaa.com                              |
| Vereinigtes Königreich (BPI)                                                                 | 9× Silber9   | 6× Gold6   | 33× Platin33   | —             | 23.650.000 | bpi.co.uk                             |
| Insgesamt                                                                                    | 10× Silber10 | 89× Gold89 | 390× Platin390 | 23× Diamant23 |            |                                       |